# The Legend of William Tell
The Legend of William Tell (ook wel Crossbow: The Legend of William Tell) is een computerspel dat werd ontwikkeld door Intelligent Design en uitgegeven door Screen 7. Het spel kwam in 1989 uit voor DOS en de Commodore Amiga. Een jaar later werd het uitgebracht voor de Atari ST. Het spel is gebaseerd op de gelijknamige televisieserie Willem Tell, dat op zijn beurt gebaseerd is op het verhaal van Willem Tell. De speler loopt in een bos en kan diverse voorwerpen oppakken en wapens gebruiken. Met de voorwerpen kunnen puzzels opgelost worden. Het spel scrolt zijwaarts met uitzondering van het scherm waarbij de kruisboog gebruikt wordt. Dat wordt in de eerste persoon weergegeven.

## Platforms
| Jaar | Platform   |
| ---- | ---------- |
| 1989 | DOS, Amiga |
| 1990 | Atari ST   |

## Ontvangst
| Beoordeeld door                       | Jaar | Platform | Score |
| ------------------------------------- | ---- | -------- | ----- |
| ACE (Advanced Computer Entertainment) | 1990 | Amiga    | 68%   |
| ACE (Advanced Computer Entertainment) | 1990 | Atari ST | 68%   |
| The Games Machine (UK)                | 1990 | Atari ST | 65%   |
| Amiga Joker                           | 1990 | Amiga    | 36%   |
| Power Play                            | 1990 | Amiga    | 36%   |